# Anna van Nassau-Dillenburg (1441-1513)

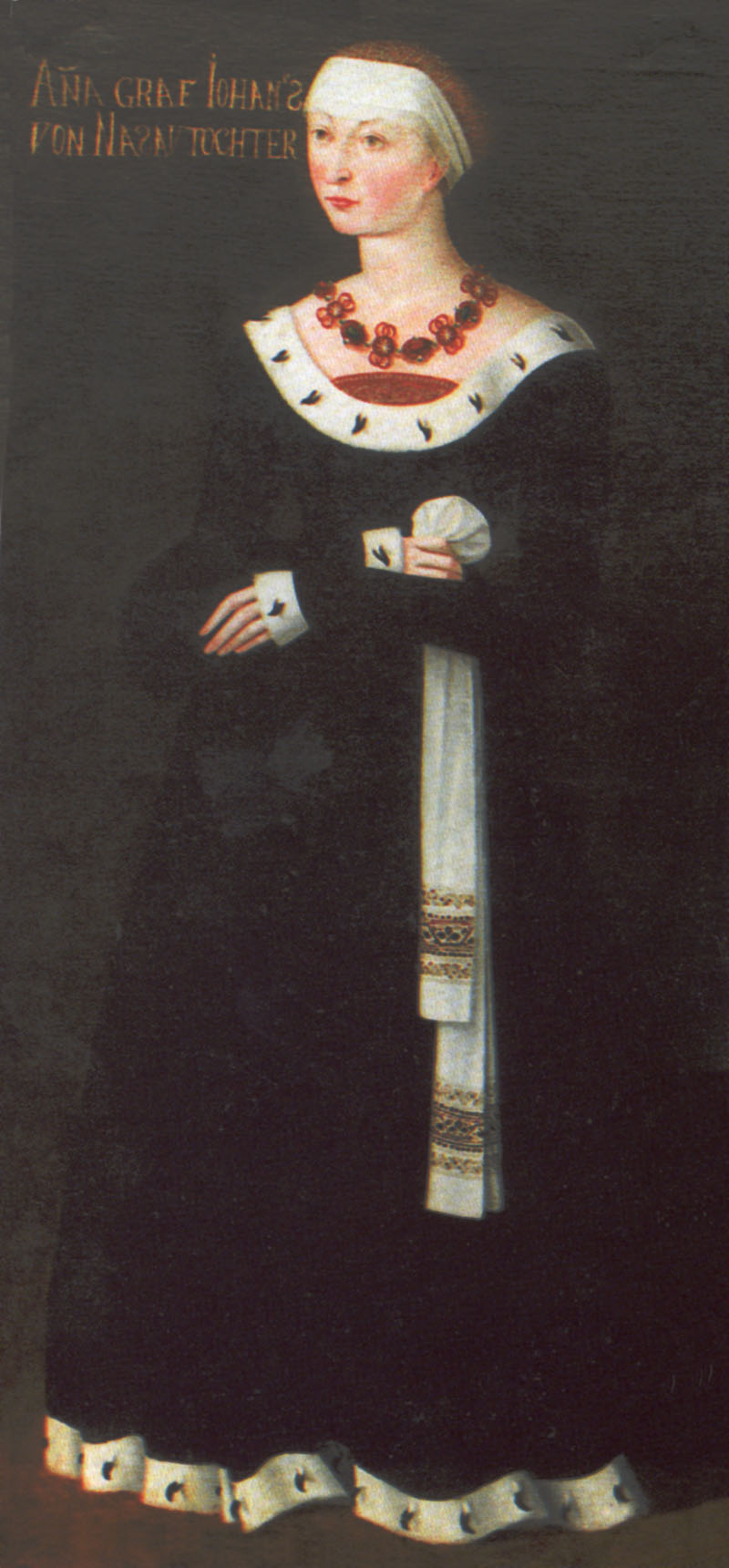
Anna van Nassau-Dillenburg

Anna van Nassau-Dillenburg (1440/1441 - Celle, 5 september 1513) was een dochter van Johan IV van Nassau en Maria van Loon-Heinsberg.

## Biografie
Zij was eerst gehuwd in 1467 met hertog Otto II van Brunswijk-Lüneburg, die echter in januari 1471 overleed. Daarna keerde ze terug naar Dillenburg en zou zij op 24 januari 1474 huwen met de hoogbejaarde Filips van Katzenelnbogen (1402-1479). Hier ging een mislukte moordaanslag aan vooraf, vermoedelijk uitgaande van de Hessische landgraaf om de Nassause erfenisplannen te doorkruisen.
Anna van Nassau woonde, na haar tweede huwelijk, enige tijd op het kasteel in het Ambt Lüchow.
Anna van Nassau-Dillenburg was de moeder van hertog Hendrik VII van Brunswijk-Lüneburg (1468-1532). Otto werd als hertog opgevolgd door zijn vader Frederik II, en na diens dood in 1478 nam Anna de regering voor haar zoon waar tot die in 1486 volwassen werd.

## Voorouders
| Voorouders van Anna van Nassau-Dillenburg | Voorouders van Anna van Nassau-Dillenburg                                              | Voorouders van Anna van Nassau-Dillenburg                                              | Voorouders van Anna van Nassau-Dillenburg                                              | Voorouders van Anna van Nassau-Dillenburg                                              | Voorouders van Anna van Nassau-Dillenburg                                          | Voorouders van Anna van Nassau-Dillenburg                                          | Voorouders van Anna van Nassau-Dillenburg                                          | Voorouders van Anna van Nassau-Dillenburg                                          |
| ----------------------------------------- | -------------------------------------------------------------------------------------- | -------------------------------------------------------------------------------------- | -------------------------------------------------------------------------------------- | -------------------------------------------------------------------------------------- | ---------------------------------------------------------------------------------- | ---------------------------------------------------------------------------------- | ---------------------------------------------------------------------------------- | ---------------------------------------------------------------------------------- |
| Betovergrootouders                        | Otto II van Nassau-Siegen (ca. 1305–1350/51) ⚭ 1331 Adelheid van Vianden (?–1376)      | Adolf II van der Mark (?–1347) ⚭ 1332 Margaretha van Kleef (?–na 1348)                 | Jan II van Polanen (?–1378) ⚭ 1348 Oda van Horne (?–vóór 1353)                         | Johan II van Salm (?–na 1400) ⚭ na 1355 Philippa van Valkenburg (?–?)                  | Johan I van Heinsberg (?–1334) ⚭ ca. 1324 Catharina van Voorne (?–1366)            | Willem I van Gulik (?–1362) ⚭ 1324 Johanna van Henegouwen (1311/13–1374)           | Bernhard van Solms (?–1347/49) ⚭ ? (?–?)                                           | Filips VI van Falkenstein (?–11372/73) ⚭ vóór 1363 Agnes van Falkenstein (?–1380)  |
| Overgrootouders                           | Johan I van Nassau-Siegen (ca. 1339–1416) ⚭ 1357 Margaretha van der Mark (?–1409)      | Johan I van Nassau-Siegen (ca. 1339–1416) ⚭ 1357 Margaretha van der Mark (?–1409)      | Jan III van Polanen (?–1394) ⚭ 1390 Odilia van Salm (?–1428)                           | Jan III van Polanen (?–1394) ⚭ 1390 Odilia van Salm (?–1428)                           | Godfried II van Heinsberg (?–1395) ⚭ 1357 Philippa van Gulik (?–1390)              | Godfried II van Heinsberg (?–1395) ⚭ 1357 Philippa van Gulik (?–1390)              | Otto I van Solms (?–1410) ⚭ Agnes van Falkenstein (ca. 1358–1409)                  | Otto I van Solms (?–1410) ⚭ Agnes van Falkenstein (ca. 1358–1409)                  |
| Grootouders                               | Engelbrecht I van Nassau-Siegen (ca. 1370–1442) ⚭ 1403 Johanna van Polanen (1392–1445) | Engelbrecht I van Nassau-Siegen (ca. 1370–1442) ⚭ 1403 Johanna van Polanen (1392–1445) | Engelbrecht I van Nassau-Siegen (ca. 1370–1442) ⚭ 1403 Johanna van Polanen (1392–1445) | Engelbrecht I van Nassau-Siegen (ca. 1370–1442) ⚭ 1403 Johanna van Polanen (1392–1445) | Johan II van Loon-Heinsberg (?–1438) ⚭ 1423 Anna van Solms (?–1433)                | Johan II van Loon-Heinsberg (?–1438) ⚭ 1423 Anna van Solms (?–1433)                | Johan II van Loon-Heinsberg (?–1438) ⚭ 1423 Anna van Solms (?–1433)                | Johan II van Loon-Heinsberg (?–1438) ⚭ 1423 Anna van Solms (?–1433)                |
| Ouders                                    | Johan IV van Nassau-Siegen (1410–1475) ⚭ 1440 Maria van Loon-Heinsberg (1424–1502)     | Johan IV van Nassau-Siegen (1410–1475) ⚭ 1440 Maria van Loon-Heinsberg (1424–1502)     | Johan IV van Nassau-Siegen (1410–1475) ⚭ 1440 Maria van Loon-Heinsberg (1424–1502)     | Johan IV van Nassau-Siegen (1410–1475) ⚭ 1440 Maria van Loon-Heinsberg (1424–1502)     | Johan IV van Nassau-Siegen (1410–1475) ⚭ 1440 Maria van Loon-Heinsberg (1424–1502) | Johan IV van Nassau-Siegen (1410–1475) ⚭ 1440 Maria van Loon-Heinsberg (1424–1502) | Johan IV van Nassau-Siegen (1410–1475) ⚭ 1440 Maria van Loon-Heinsberg (1424–1502) | Johan IV van Nassau-Siegen (1410–1475) ⚭ 1440 Maria van Loon-Heinsberg (1424–1502) |

- Gemeinsame Normdatei: 137371071
- Virtual International Authority File: 81571000